# 女と二人の紳士
『女と二人の紳士』（おんなとふたりのしんし、英: A Woman and Two Gentlemen）、または『ワイングラスを持つ娘』（ワイングラスをもつむすめ、独: Das Mädchen mit dem Weinglas、英: The Girl with the Wine Glass）は、17世紀オランダ絵画黄金時代の巨匠ヨハネス・フェルメールが1659-1660年ごろ、キャンバス上に油彩で制作した絵画である。アントン・ウルリヒ・フォン・ブラウンシュヴァイクのコレクションにあったが、ナポレオン戦争中はパリに持ち去られ、1807年から1815年までナポレオン美術館 (現在のルーヴル美術館) に展示されていた。現在、ブラウンシュヴァイクのアントン・ウルリッヒ公爵美術館に所蔵されている。

## 作品
1650年代半ばからオランダ絵画は洗練の一途をたどることになる。1660年代に入るとフェルメールの作品もどんどん洗練されていったが、本作はその出発点といえる作品である。優雅な赤いドレスを着た若い女が前景に左向きで座っており、笑みを浮かべて鑑賞者を見つめている。この絵画は、フェルメールが登場人物に表情を与えている稀有な作品の1つである。彼女のほうに屈んで、彼女が手に持つワインを飲むように促している1人の紳士は、求愛しているかのように見える。

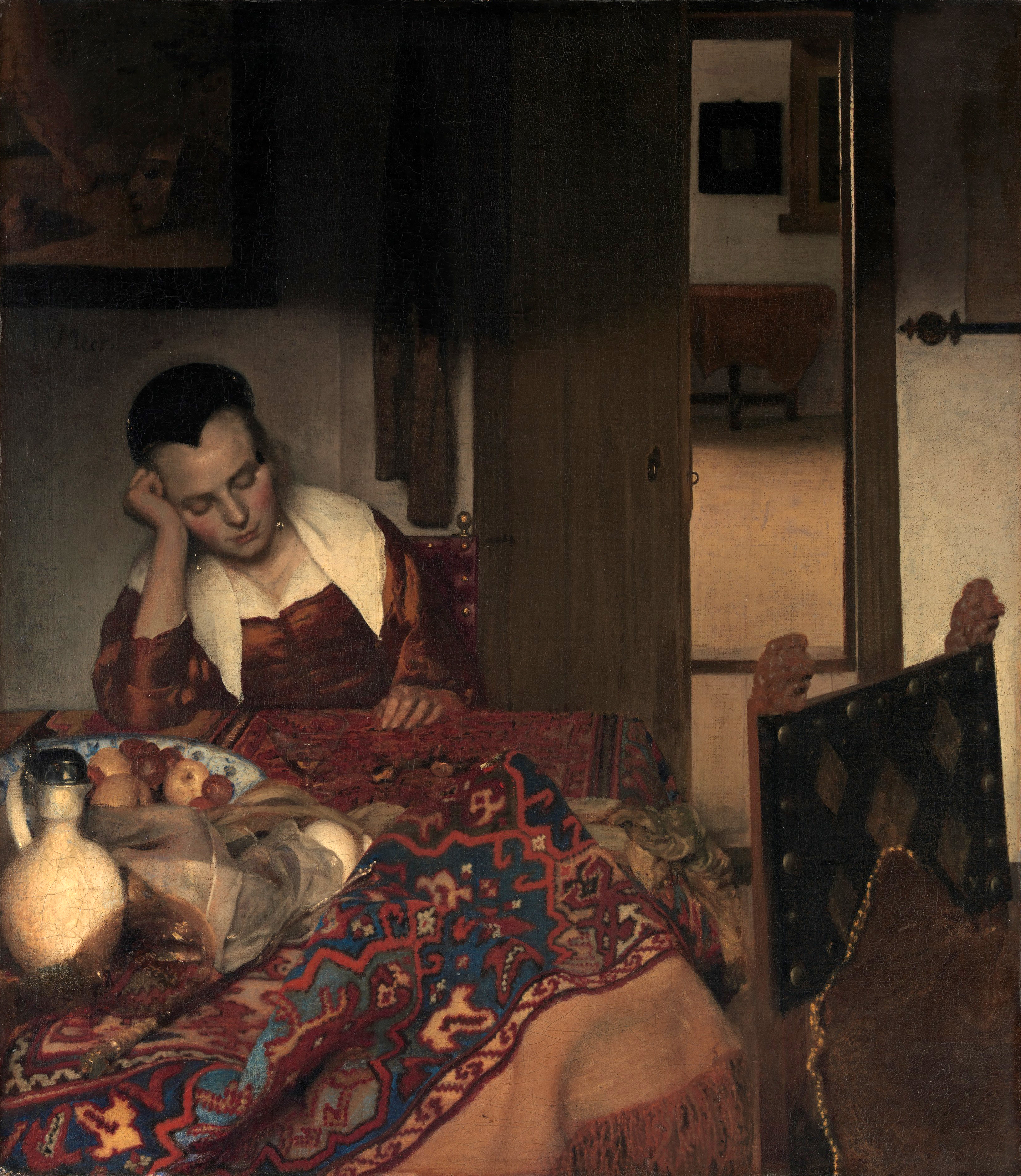
フェルメール『眠る女』(1657年ごろ)、メトロポリタン美術館、ニューヨーク

左側奥では、別の紳士が、見事な静物画となっている銀の皿、果物、白い水差しの載ったテーブルの後に座っている。明らかにワインを飲みすぎた彼の姿は、『眠る女』 (メトロポリタン美術館、ニューヨーク) のポーズを想起させる。あるいは、彼は、若い女に寄せる思いが満たされぬために憂鬱に陥っているのかもしれない。

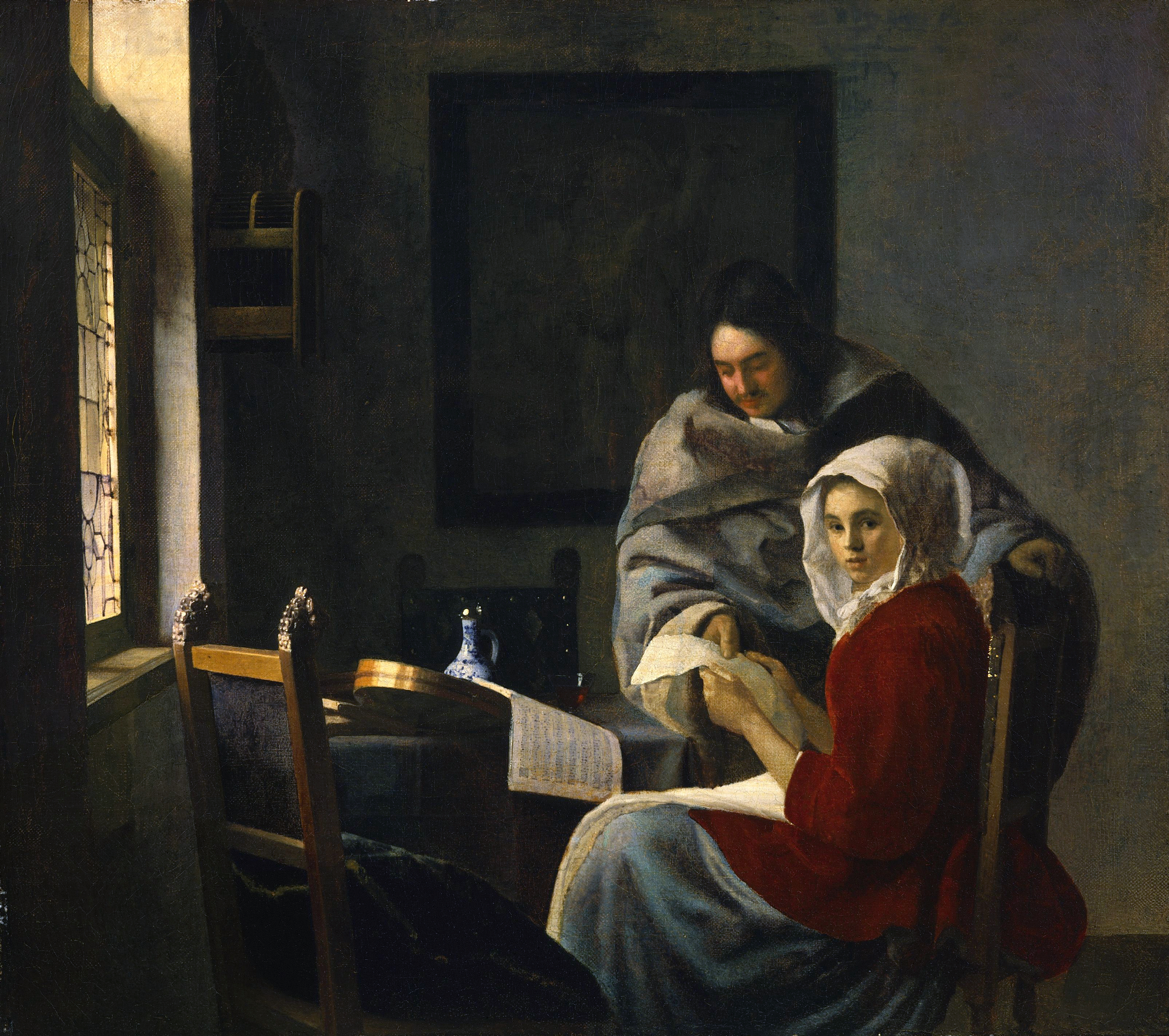
フェルメール『中断された音楽の稽古』(1658-1659年ごろ)、フリック・コレクション、ニューヨーク

背景の壁に掛かっている男性の肖像は、フェルメールが画商として所有していて、彼の未亡人が1676年に言及した肖像画の1つである可能性がある。戯れの恋に明け暮れる当世風の男女を見下ろす画中の男の謹厳実直なたたずまいは、彼らの軽薄な人生に対して無言の圧力をかけているのであろうか。目立つように窓に表されている紋章は、フェルメール家の隣人の家族のものである。馬勒を携えたこの「節制」もしくは「中庸」の擬人像もまた、室内の情景に対する象徴的意味合いを有しているのかもしれない。
空間表現の点で、本作の線遠近法には不自然さが見られる。右端の壁に近い部分の床のタイルは非常に歪んで見えるが、視点の位置を高くとりすぎたことが原因である。本作と非常に類似している、ほぼ同時期の『中断された音楽の稽古』 (フリック・コレクション、ニューヨーク) では、床の部分を完全に取り除き、タイルの歪みを画面から追放している。なお、本作の女の顔や奥にいる男の姿は、後世の補筆によって著しく損なわれている。